# 路之淦
路 之淦（ろ しかん、1898年 – 1946年8月）は、中華民国・満洲国の官僚。

## 事績
1919年（民国8年）、復旦大学を卒業。中華民国時代は陝北楡林榷運分局長、両陝鎮守使本署参謀官、西楡林道尹公署顧問、武陟県長、直魯聯軍第35師執法処長、東北第3・第4方面軍本部秘書、黒河警備司令部秘書、黒竜江剿匪司令部軍法官などを歴任した。
満洲国建国後に黒竜江省公署秘書官、同公署秘書長、双城県長、内務局理事官管理処財務科長、内務局官房参事官（参事官官房弁事）を経て、1938年（康徳5年）8月、吉林市長に就任した。1942年（康徳9年）1月に吉林省民生庁長となる。1945年（康徳12年）5月12日、三江省長に就任した。なお、最後の三江省長となった。
1946年8月15日、路之淦は満洲興業銀行総裁・岡田信や満洲鉱業開発理事長・竹内徳亥、満洲中央銀行副総裁・徐紹卿らと共にジャムス（佳木斯）で人民裁判にかけられた。最終的な死亡経緯は不明だが（詳細は岡田信や徐紹卿の個別記事を参照）、いずれにしても同月中にジャムス市で路は死亡したものと考えられている。享年49。